# Светла Бешовишка
Светла Бешовишка е българскa музикална педагожка, пианистка, известна най-вече с дългогодишната си кариера в хор Бодра смяна.

## Биография и творчество
Светла Бешовишка е родена на 6 май 1948 г. в гр. Плевен. Завършва Средно музикално училище „Панайот Пипков“ в родния си град, след което Държавната музикална академия „Проф. Панчо Владигеров“ – София.
През 1971 г. печели конкурс за корепетитор на хор „Борда смяна“, когато диригент на хора е неговият създател Бончо Бочев. Продължава да работи като такава и при неговата наследничка – Лиляна Бочева. След смъртта на Бочева през 2005 г. Светла Бешовишка става диригентка и главна художествена ръководителка на хора до пенсионирането си в края на 2010 година. Продължава традицията, наложена от Бончо и Лиляна Бочеви, като допринася със своя музикален финес и професионализъм за развитието на детското хорово пеене в България.
Носителка е на първа награда от Националния конкурс за педагози, работещи с деца в сферата на извънкласната и извънучилищната дейност на Фестивална програма „Приятели на България“.
През 2009 година Светла Бешовишка печели Първа награда във втория Национален конкурсза педагози, работещи с деца в сферата на извънкласната и извънучилищната дейност на Фестивална програма „Приятели на България“.
| „                | Заниманията, които провеждам с децата в „Бодра смяна“, надхвърлят като цел тяхното музикално ограмотяване и просвещение в едно от великите изкуства и феномени на човечеството – музиката. Висшата цел, която съм си поставила като педагог, е музикалната култура, която развивам у децата, да им служи като средство към тяхното личностно усъвършенстване. Най-стойностното, което „Бодра смяна“ е дала и продължава да дава на поколения възпитаници, това не е само култивиране на вокалните умения, стотиците познанства или хубавите спомени, това са културното богатство и личностното формиране, чиито „плодове“ се простират далеч отвъд областта на музиката и извънкласната дейност в „Бодра смяна“. | “ |
| Светла Бешовишка | |   |

Умира на 5 януари 2016 г., в юбилейната за „Бодра смяна“ година, когато най-известният български детски хор навършва 70 години.